# Погонь (Львів)

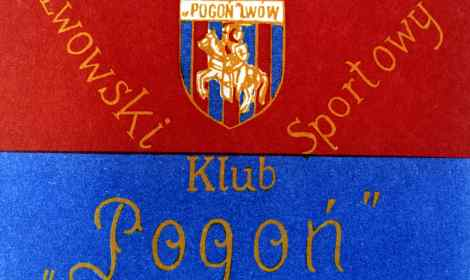

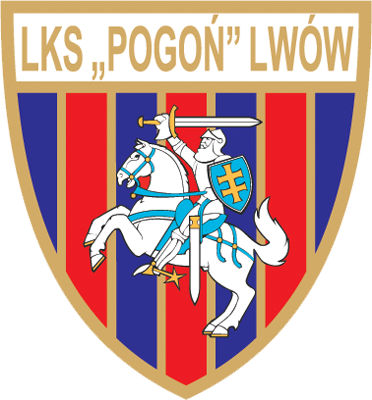
Історичний логотип клубу

«По́гонь» Львів (Поґонь, пол. Pogoń Lwów) — спортивний клуб зі Львова. 4-разовий чемпіон Польщі з футболу (1922, 1923, 1925 і 1926), чемпіон Польщі з хокею 1933 року. Відновлений 2009 року, нині виступає в прем'єр-лізі Львівської області. Чемпіон Львова 2010.

## Історія

### Назва
Колишні назви:
- 1904–1907: КГС «Погонь» Львів (пол. KGS [Klub Gimnastyczno-Sportowy] "Pogoń" Lwów)
- 1907–1939: ЛКС «Погонь» Львів (пол. LKS [Lwowski Klub Sportowy] "Pogoń" Lwów)
- 1939–2008: не виступав
- 2009— : ЛКС «Погонь» Львів (пол. LKS [Lwowski Klub Sportowy] "Pogoń" Lwów)

### Оригінальна «Погонь»
Навесні 1904 року учнями львівської IV Гімназії був організований клуб, який отримав назву «„Погонь“ Львів». До квітня 1907 року називався КГС — Клуб Гімнастично-Спортивний, а потім ЛКС — Львівський Клуб Спортовий. Був одним з співзасновником Союзу польського футболу 1911 року, а після проголошення незалежності — Польського футбольного союзу 1919 року, а також футбольної ліги (1926) році.
1921 року «Погонь» дебютувала у чемпіонаті Польщі, здобувши 4 місце. Надалі всі чемпіонати країни клуб провів у найвищій лізі (до 1927 року турніри проходили за кількаступеневою системою).
Турнір 1922 року розігрували за дворівневою схемою — спочатку львів'яни виграли змагання у південній групі (випередивши, зокрема «Краковію»), а у фіналі зустрілися з переможцем північної групи, «Вартою» (Познань). «Поґонь» перемогла за підсумком двоматчу (1:1 у Познані та 4:3 у Львові), вперше в історії здобувши титул чемпіона Польщі з футболу.
У вересні 1939 році, коли розпочалась Друга світова війна, клуб припинив існування.
Найбільша перемога — 21:1 над «Реверою» Станиславів (1923).
Команда провела 167 міжнародних матчів з клубами 12 країн. Підсумок: 60 перемог, 23 нічиї, 84 поразки.

### Відновлення клубу

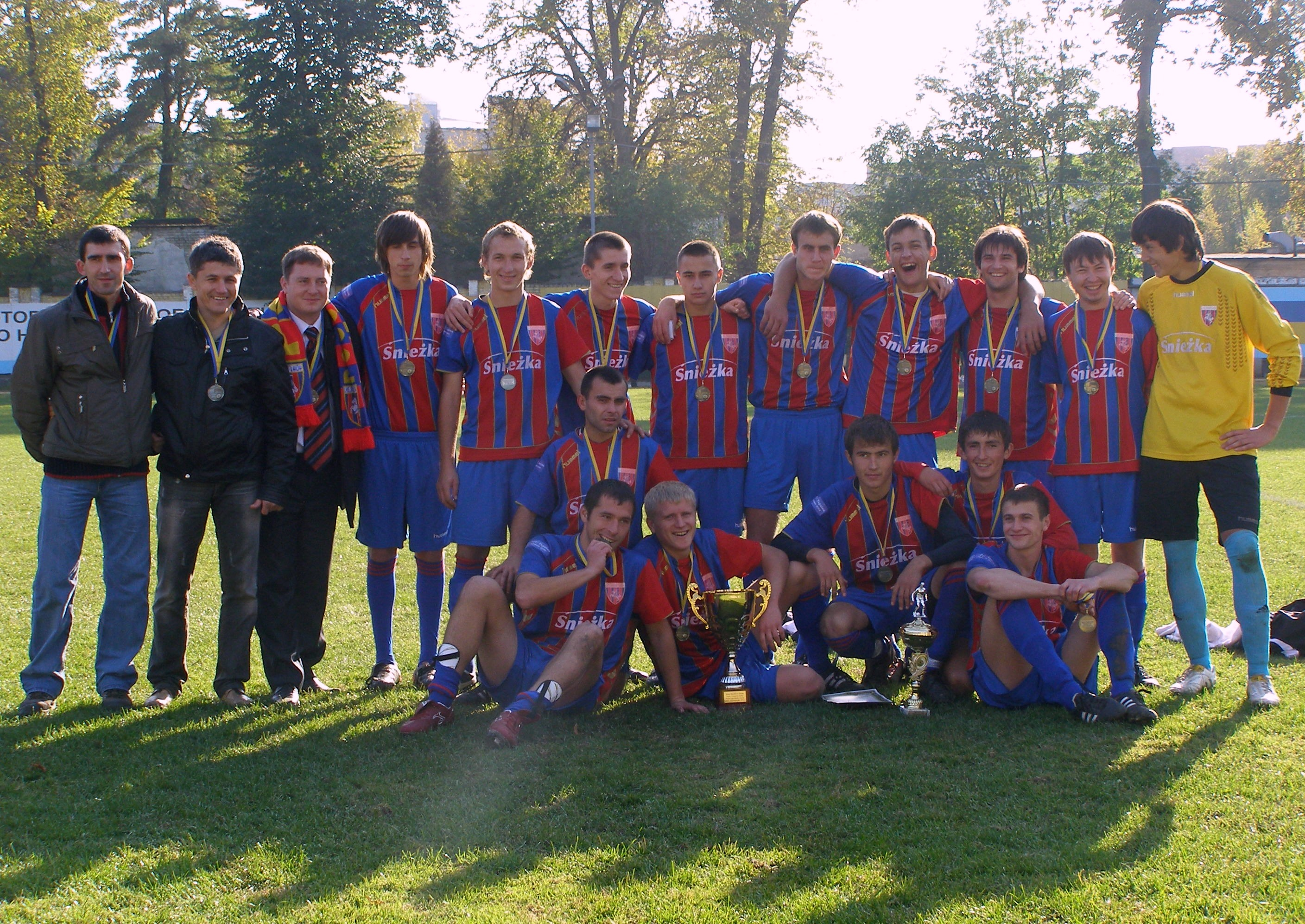
«Погонь» із золотими медалями чемпіонів м. Львова 2010

У січні 2009 року за сприянням Генерального Консула Республіки Польща у Львові Гжегожа Опалінського цей футбольний клуб був відновлений.
У сезоні 2010-2011 років «Поґонь» виграла чемпіонат Львова та стала фіналістом Кубка Львова з футболу. 2011 року виступала у вищій лізі області, а з 2012 року — учасник змагань прем'єр-ліги Львівської області. Зокрема, 10 серпня 2014 року зазнала нищівної поразки від чемпіона — винниківського «Руху» з рахунком 2:11.

## Дербі
"Велике дербі Львова" між "Погонню" та "Чарними" належало до найважливіших у міжвоєнній Польщі. Також у Екстраласі "Погонь" грала проти інших львівських команд — "Гасмонеї" та "Лехії".

## Відомі гравці
Спортсмени, які коли-небудь виступали за (або тренували) національні збірні. Прапорець означає збірну, у складі якої грала (яку тренувала) особа.
- Спіридіон Альбанський (футбол)
- Мечислав Бач (футбол)
- Ян Васевич (футбол) учасник Чемпіонату Світу з футболу 1938
- Адам Воланін (футбол)
- Кароль Ганке (футбол)
- Юзеф Гарбєнь (футбол)
- Францишек Гебартовський (футбол)
- Ян Гемерлінг (хокей із шайбою)
- Еміль Герліц (футбол)
- Станіслав Дойчманн (футбол)
- Болеслав Коляса (хокей із шайбою)
- Антоній Комендо-Боровський (футбол)
- Кароль Коссок (футбол)
- Вацлав Кухар (футбол, хокей із шайбою та ін.)
- Тадеуш Кухар (футбольний тренер)
- Альберт Маєр (хокей із шайбою)
- Міхал Матіяс (футбол)
- Едмунд Нехцьол-Майовський (футбол)
- Владислав Олеарчик (футбол)
- Владислав Понурський (легка атлетика)
- Роман Сабінський (хокей із шайбою)
- Юзеф Слонецький (футбол)
- Стефан Сумара (футбол)
- Броніслав Фіхтель (футбол)
- Адольф Ціммер (футбол)
- Людвік Шабакевич (футбол)
- Людвік Шнайдер (футбол)

## Титули та досягнення

### Футбол
- Чемпіонат Польщі:
  -  Чемпіон (4): 1922, 1923, 1925, 1926
  -  Срібний призер (3): 1932, 1933, 1935
- Чемпіонат Галичини:
  -  Бронзовий призер (1): 1913

### Хокей з шайбою
- Чемпіонат Польщі з хокею
  -  Чемпіон (1): 1933
  -  Срібний призер (2): 1929, 1930
  -  Бронзовий призер (1): 1927

## Вшанування
Наприкінці серпня 2016 року у польському селі Охо́йно (пол. Ochojno), що поблизу Кракова пройшло урочисте відкриття вулиці Погоні Львів (пол. Pogoni Lwów).

## Галерея

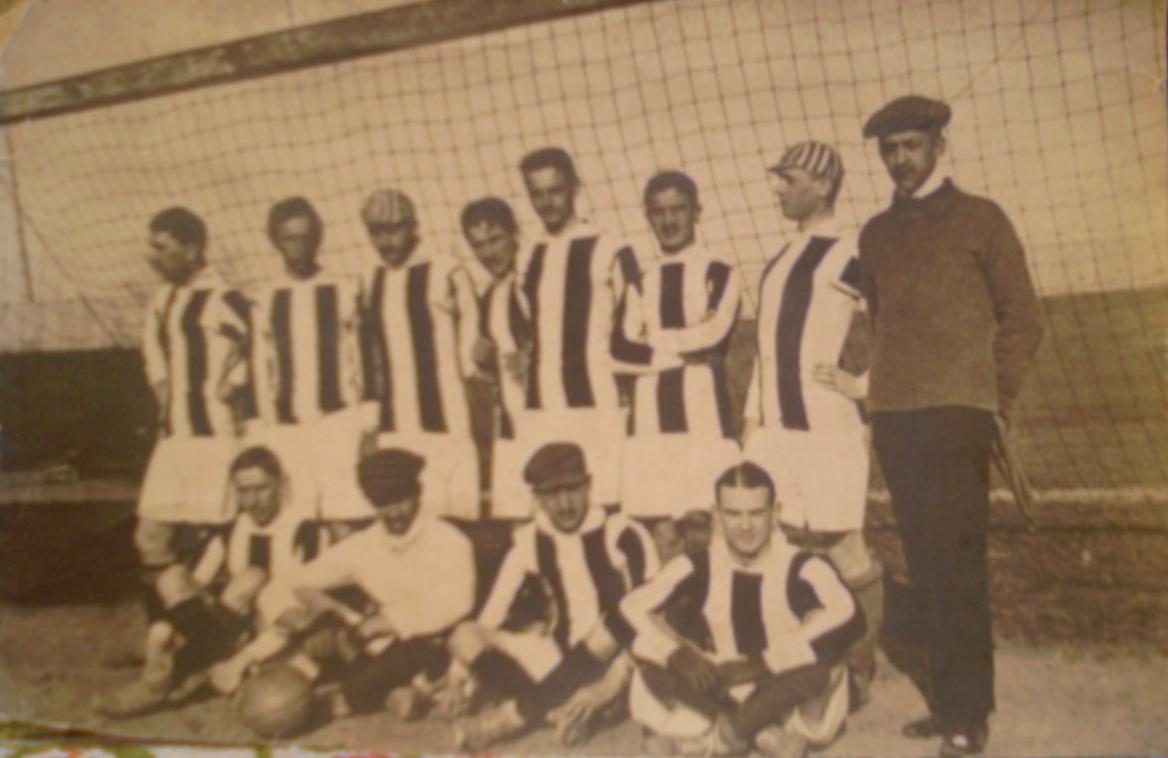
1910